# Frères : La Roulette rouge
Cet article concerne le téléfilm d'Olivier Dahan. Pour le téléfilm de  Virginie Sauveur, voir Frères (téléfilm).
Pour les articles homonymes, voir Frère (homonymie).
Frères est un téléfilm réalisé par Olivier Dahan dont une version longue a été projetée au Festival de Berlin 1995 sous le titre Frères : La Roulette rouge. Le téléfilm a été produit pour la chaîne de télévision Arte dans la collection Tous les garçons et les filles de leur âge en 1994. Il est diffusé pour la première fois sur la chaîne franco-allemande le 16 décembre 1994. La version longue n'a pas été exploitée en salles.

## Synopsis
Le jeune Zakari vit dans une cité de banlieue. Il tue par accident un de ses amis et doit fuir, poursuivi par les « grands frères. » Sa sœur, Max-Laure, une droguée, cherche de la drogue puis tente de retrouver son frère. Pendant ce temps, le frère de Zakari joue à la « roulette rouge », une course automobile qui consiste à griller les feux rouges les plus dangereux.
La fiction (en couleur) est entrecoupé de séquences documentaires d'interviews en noir et blanc traitant de la vie en banlieue.

## Distribution
- Nabil El Bouhairi : Zakari
- Véronique Octon : Max-Laure
- Samy Naceri : Samy
- Saïd Taghmaoui : Paul
- Romain Duris : Marco

## Fiche technique
- Réalisation : Olivier Dahan
- Scénario : Olivier Dahan, Olivier Massart et Gilles Taurand
- Image : Alex Lamarque
- Son : Louis Foropon
- Montage : Zofia Menuet
- Musique : morceaux de LL Cool J, Public Enemy, Robert Johnson, Billie Holiday, Nina Simone.
- Producteurs délégués : Georges Benayoun et Paul Rozenberg
- Production : La Sept / Arte - IMA Productions - SFP Productions - Sony Music Entertainment (France)
- Durée : 63 minutes (téléfilm) 86 minutes (long métrage)
- Date de diffusion : 2 décembre 1994 sur Arte

## Sélection
- Festival de Berlin 1995 : sélection « Panorama[1] »

## Projet et réalisation
La collection Tous les garçons et les filles de leur âge, commandée par la chaîne franco-allemande Arte, est une série de neuf téléfilms, parmi lesquels se trouvent aussi la version courte du film Les Roseaux sauvages d'André Téchiné, intitulée Le Chêne et le Roseau, et celle de L'Eau froide d'Olivier Assayas, intitulée La Page blanche. Le cahier des charges de la série demande de réaliser un film sur l'adolescence, dans une période laissée au choix du réalisateur entre les années 1960 et les années 1990 en utilisant la musique rock de l'époque, en évoquant le contexte politique et en incluant au moins une scène de fête. Chaque film doit durer environ une heure et dispose d'un budget d'environ cinq millions de francs, le tournage (en super 16) ne devant pas excéder vingt-cinq jours. Frères est le neuvième et dernier téléfilm de la série, venant après Bonheur de Cédric Kahn (sorti en salles en version longue sous le titre Trop de Bonheur). Il traite du film des années 1980.
C'est le premier long métrage d'Olivier Dahan qui n'a à l'époque réalisé que quelques clips pour la société de Jean-Baptiste Mondino.
Le titre de tournage du film est Deux frères.

## Accueil critique
Télérama est enthousiasmé par ce téléfilm dont il juge l'aspect documentaire « trop vrai pour être de la fiction » et qu'il classe dans la « catégorie des chefs-d’œuvre auxquels on repense des mois après et qui font date. » Le magazine met au film la note TT qui est sa meilleure note possible à l'époque.
Dans Libération Louis Skorecki souligne que ce téléfilm, tout comme celui d'Émilie Deleuze, les deux réalisateurs les moins expérimentés de la série, sont évidemment « plus adolescent[s], moins abouti[s] » même s'ils restent « passionnants à regarder en dépit de leurs défauts flagrants, frime et maladresse. »
La forme très travaillée du film divise la critique. Si lors d'une rediffusion en 1997 Olivier Nicklaus juge que le décalage entre « réalisme documentaire » et « fiction ultrastylisée ») s'adapte parfaitement au la narration du film et figure bien la « violence syncopée » de l'époque qu'il traite, pour les Cahiers du cinéma, il s'agit du film « le plus violent, le plus débridé, le plus chaotique mais aussi le plus maniéré formellement » de la série. Le magazine s'interroge sur la nécessité d'un tel style pour traiter de son sujet, une époque de crise. Il note que si ce téléfilm est le seul de la série à cherche à traiter de son époque aussi du point de vue stylistique, cette débauche d'image finit par être en décalage avec le sujet du film, comme si le traitement de l'image prenait le pas sur l'histoire racontée par le film.

## Analyse
Le style du film mêle le noir et blanc et la couleur, des façons de filmer qui renvoient au reportage, avec caméra à l'épaule, les faux raccords, ainsi que des plans stylisés, des travellings et des ralentis.
Le film respecte le cahier des charges de la série mais se l'approprie : « la scène de fête tourne au drame, la musique renforce le chaos. » La course de la roulette rouge qui est mise en parallèle avec la course des poursuivants de Zakari peut faire penser à la course de La Fureur de vivre de Nicholas Ray. Mais ici les jeunes ne font pas cette course pour se sentir vivant mais pour « ramasser de la thune ». Contrairement aux autres films de la série, le film ne dégage pas de nostalgie mais présente violemment l'époque de son tournage. Le titre, Frères montre l'absence des repères parentaux dans une société où les personnages ne savent pas pourquoi ils existent, s'intéressant uniquement au fait de gagner de l'argent et « où les pulsions destructives servent de rage de survivre. »
Le réalisateur reste neutre par rapport à ses personnages, ne cherchant pas à les juger. Le rythme du film alterne les séquences extrêmement violentes et des moments plus calme où la réalisation cherche à transmettre ce que ressentent les personnages. Le scénario donne une impression de sécheresse (Olivier Massart et Gilles Taurand sont aussi des collaborateurs d'André Téchiné) tout comme le montage. Le film est très influencé par la musique rap dont il utilise des morceaux. 